# Achensee
Az Achensee egy 8,4 km hosszúságú, 6,8 km² területű tó Ausztria Tirol tartományában.  Tápláló folyói a Buchauer Bach, a Dalfazer Bach, a Wankratbach, a Pletzach és az Oberaubach. Legnagyobb mélysége 133 m.

## Közlekedés
Jenbachkal az Achenseebahn nevű fogaskerekű vasútvonal köti össze. A tavon egész évben hajójáratok közlekednek.

## Képgaléria

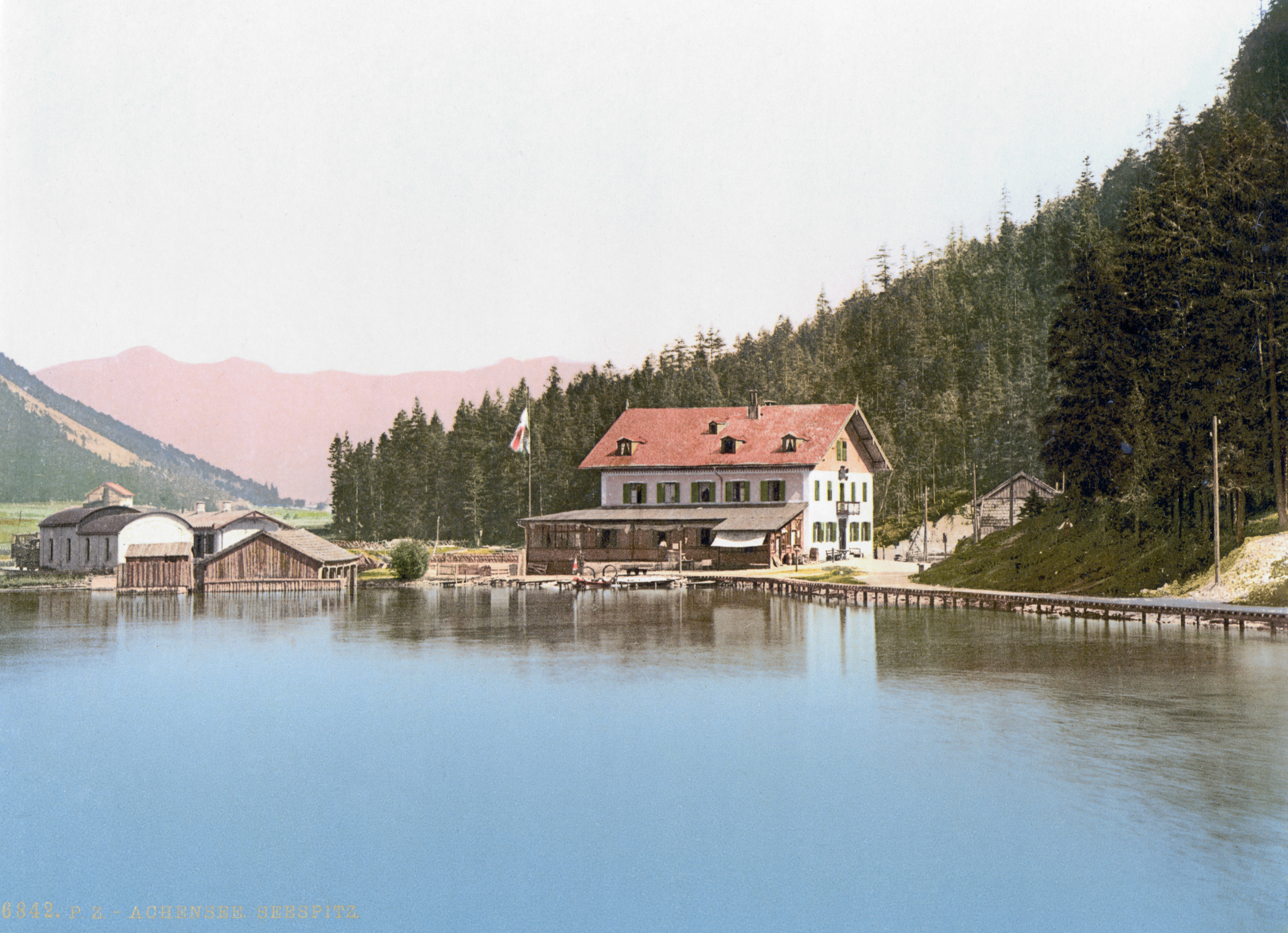
A Seespitz 1900 körül
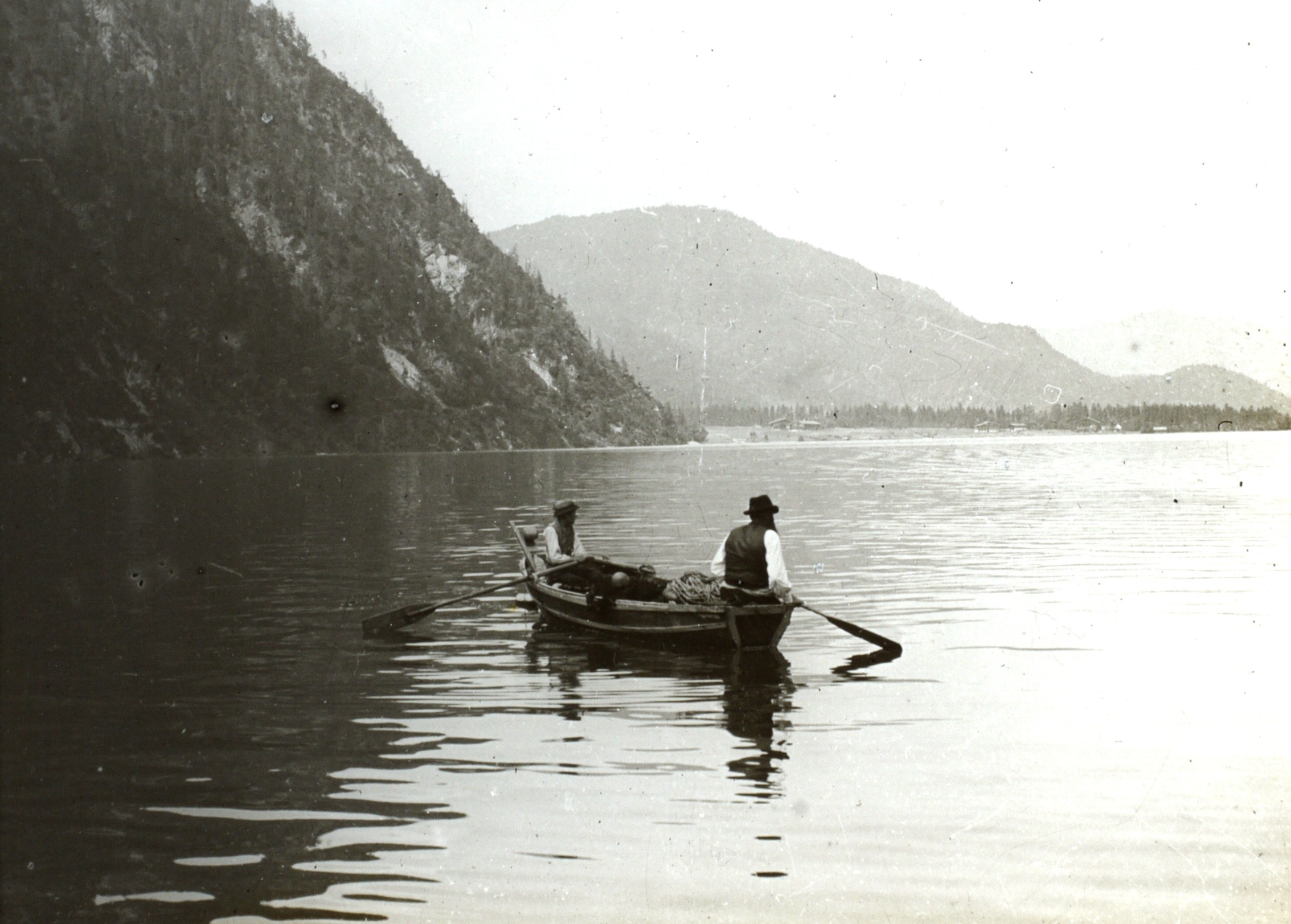
Halászok 1903 júliusából
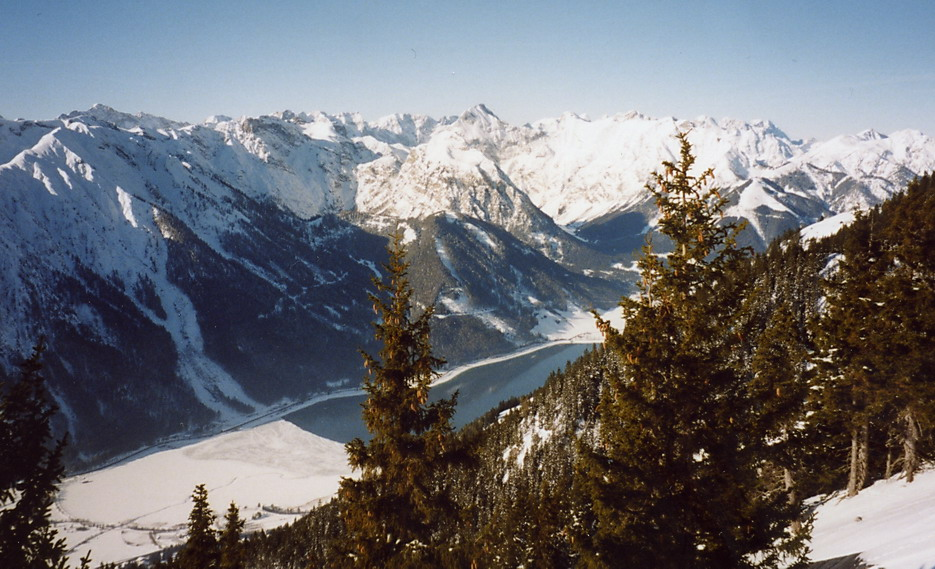
Az Achensee télen
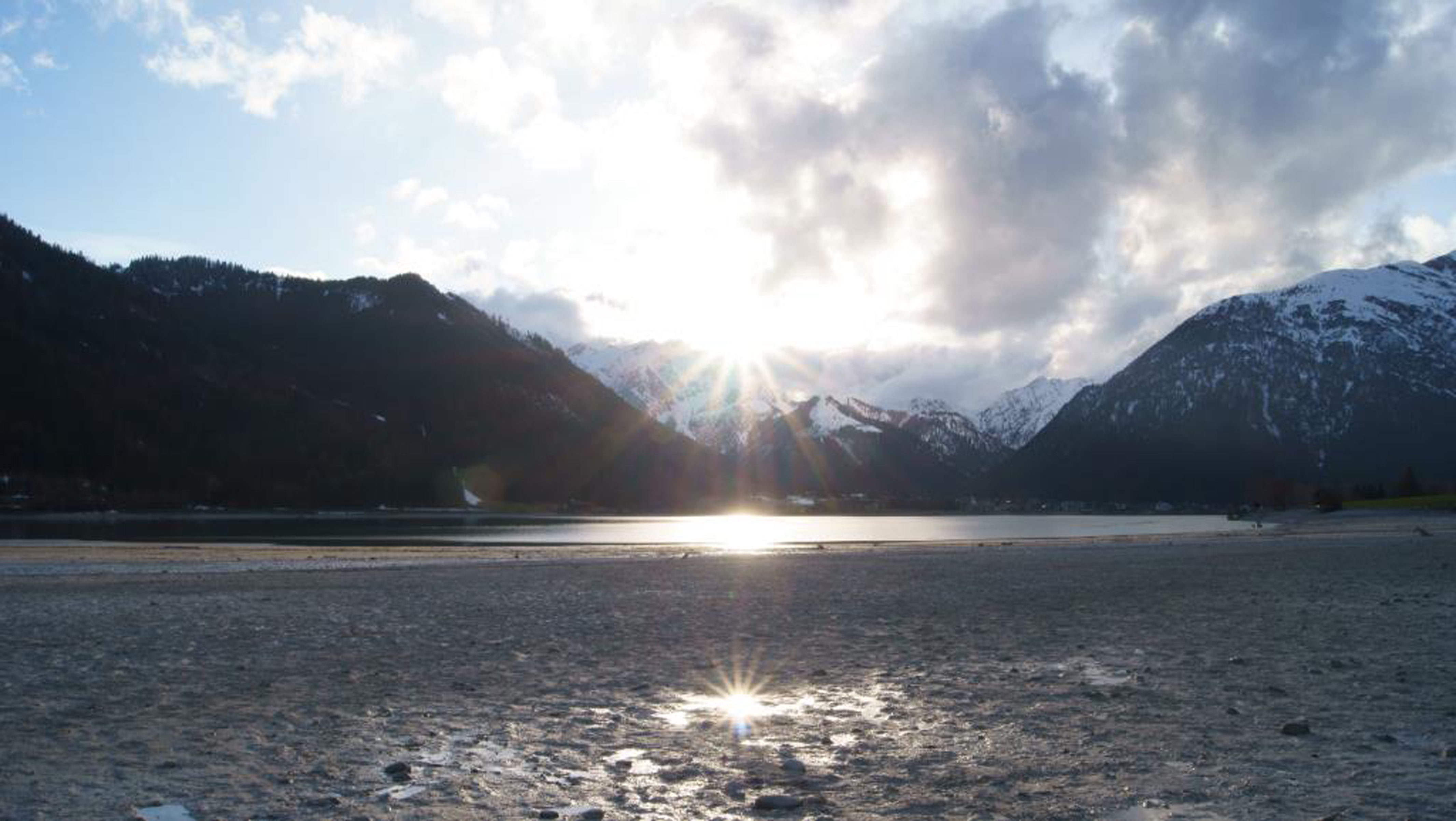
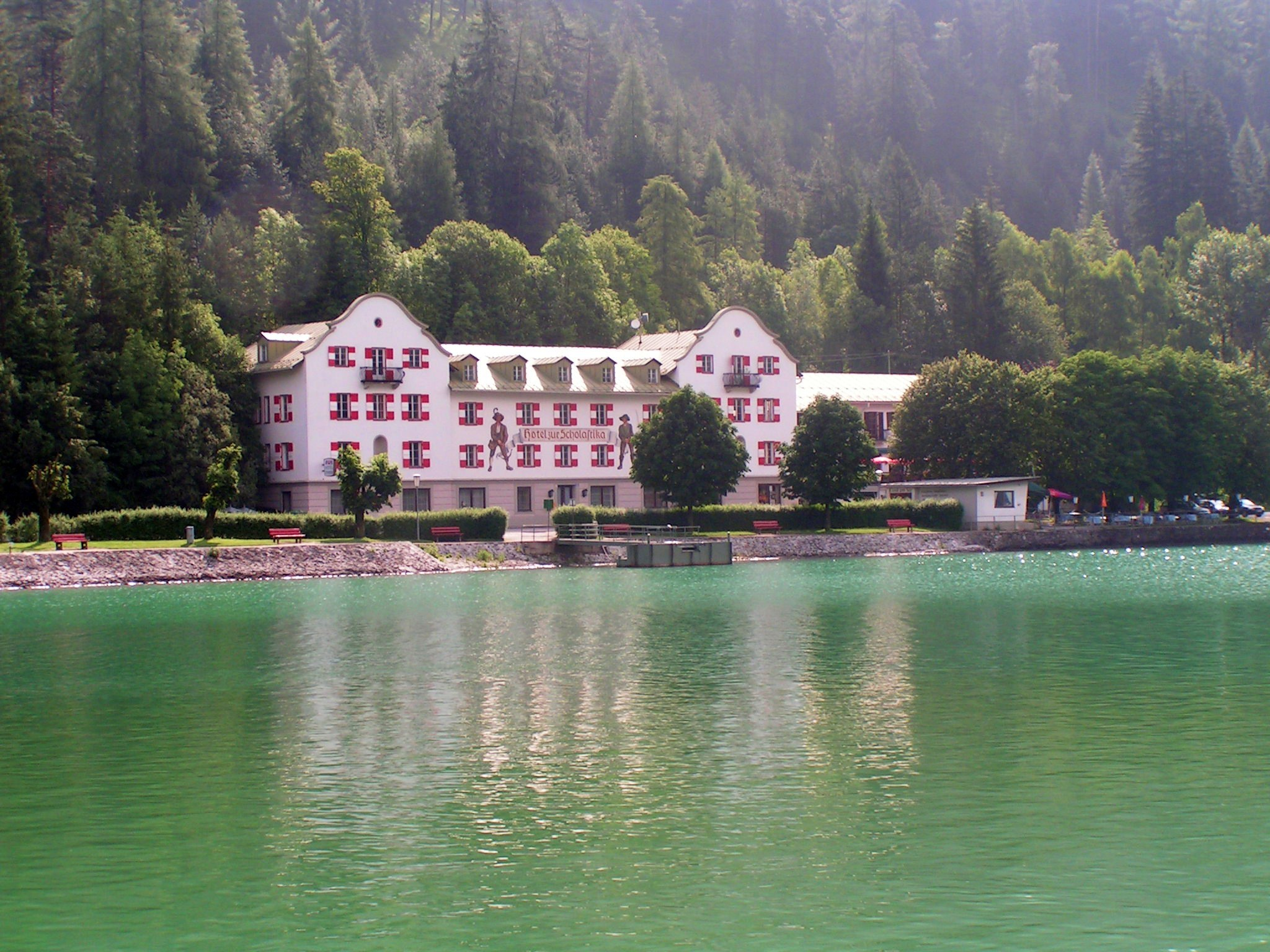
Hotel Scholastika
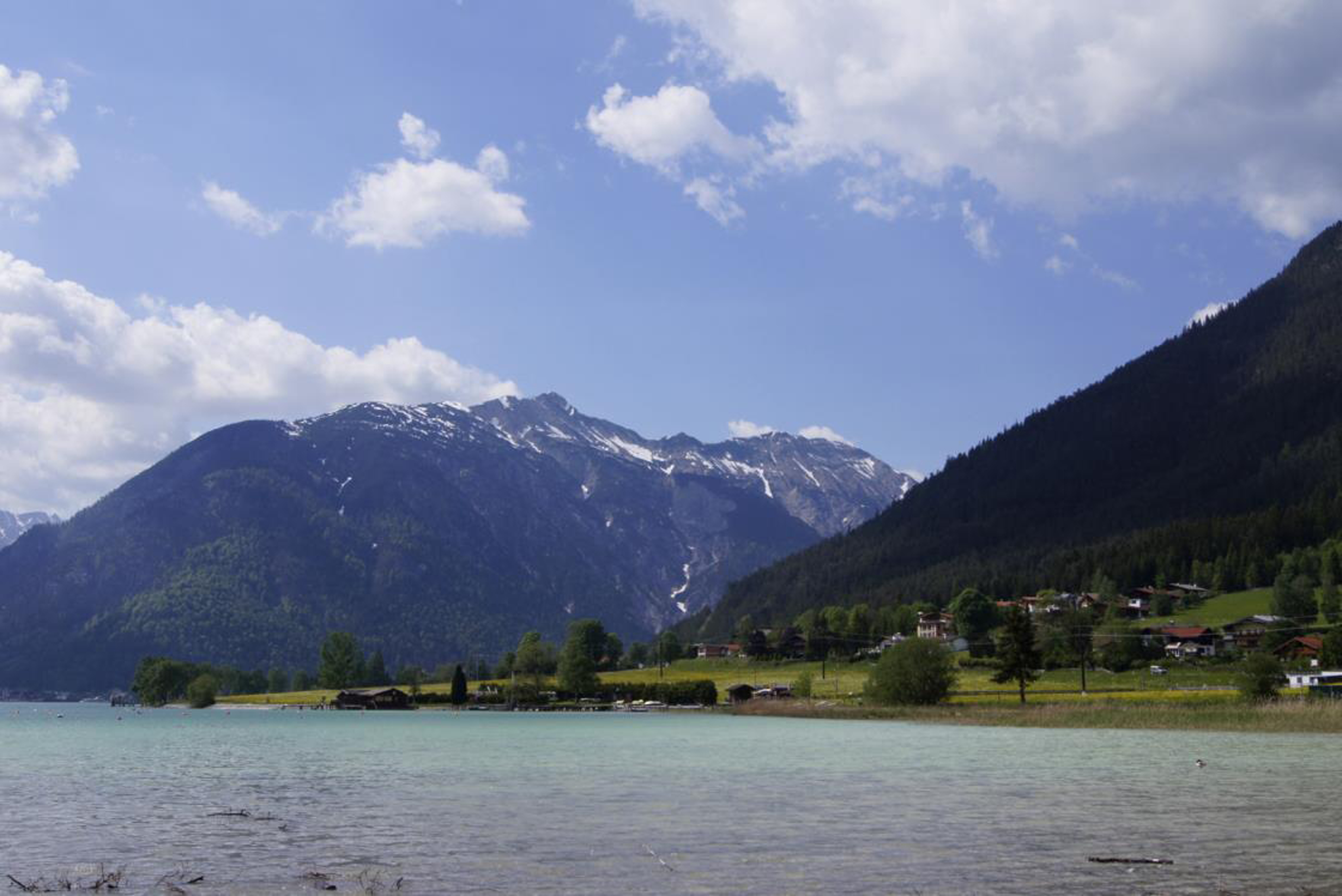
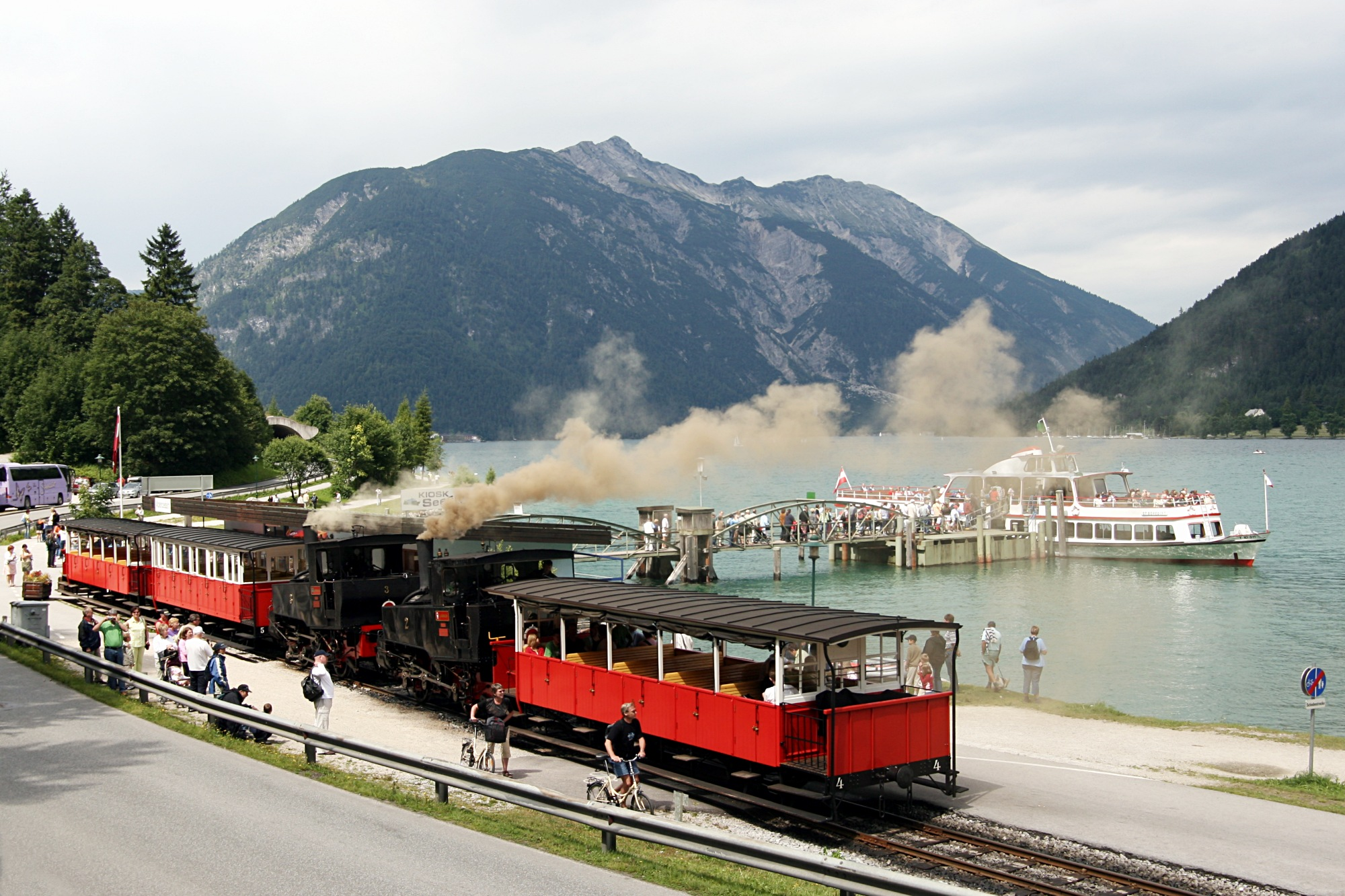
Az Achenseebahn gőzmozdonya és a St. Benedikt (II) gőzhajó
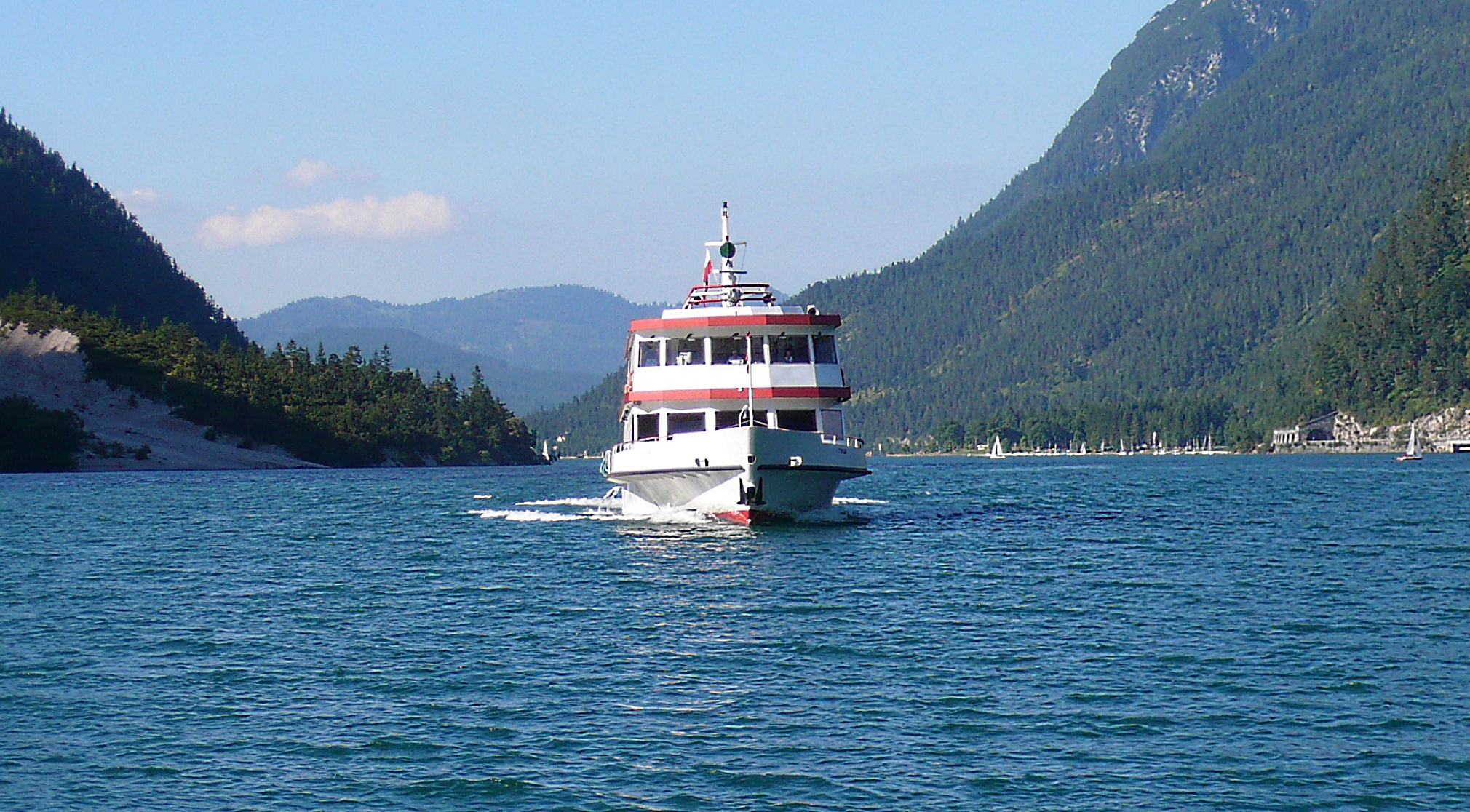
A Tirol nevű sétahajó
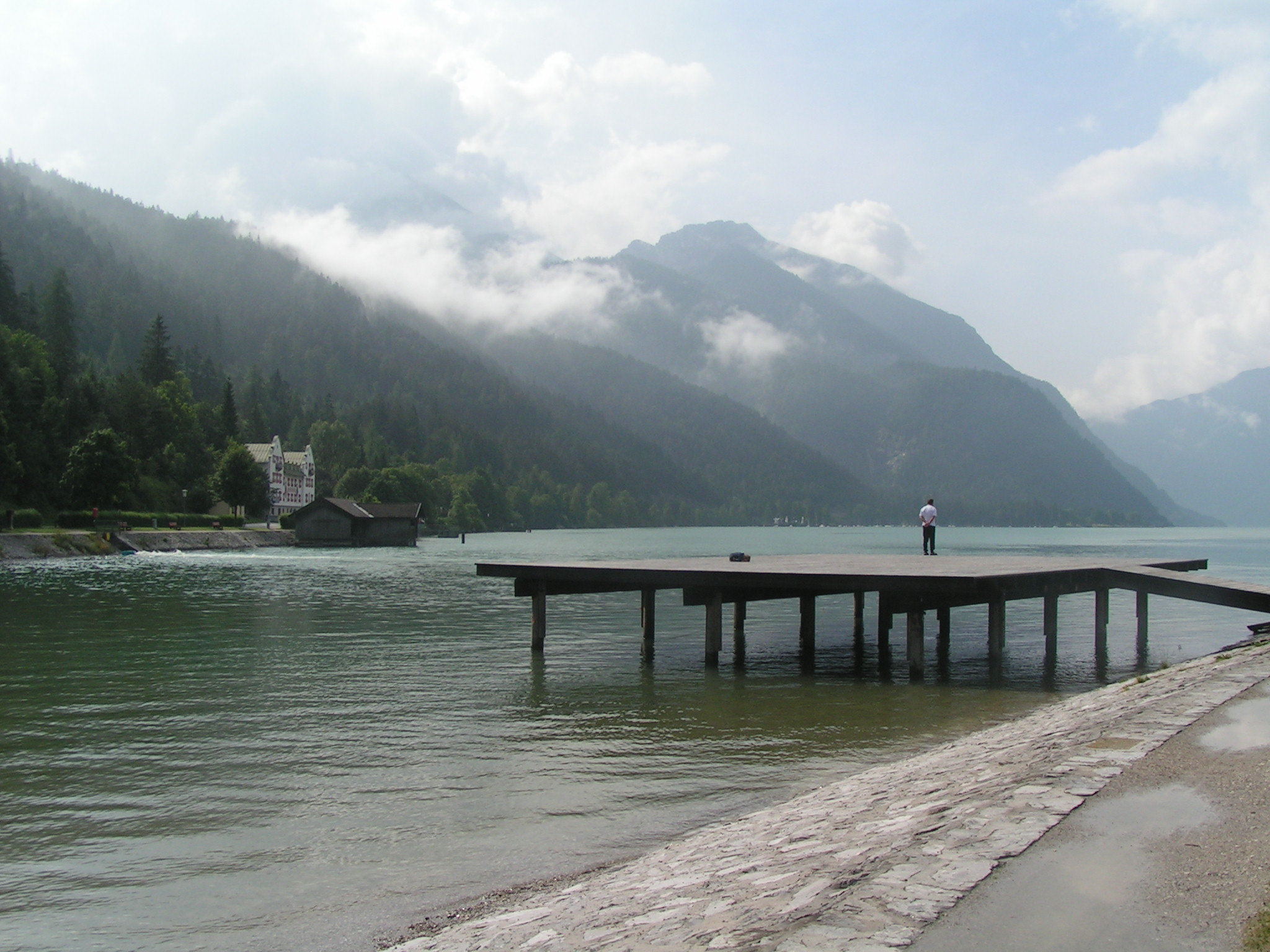
Az Achensee 2004-ben
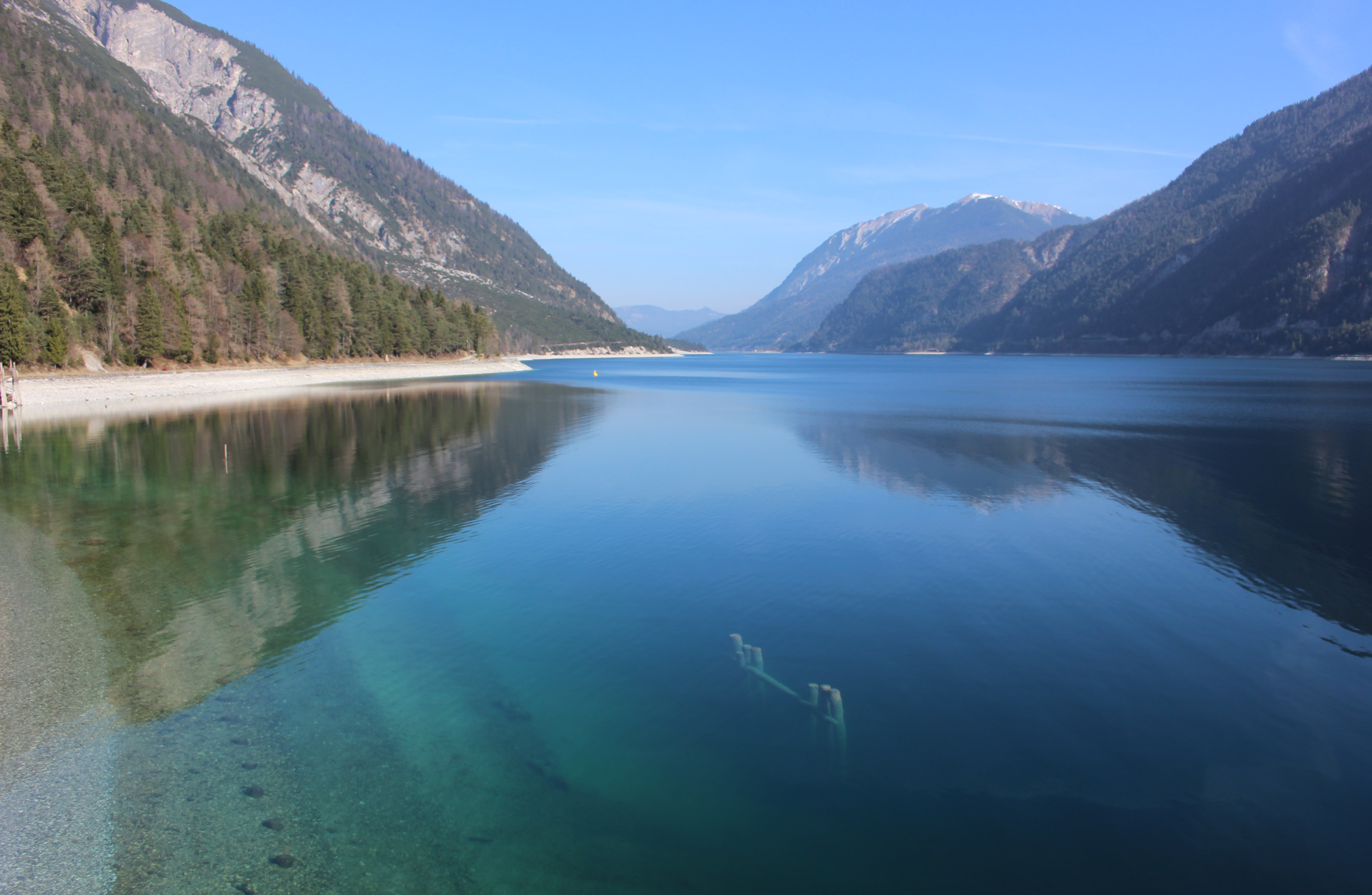
Achensee 2014-ben
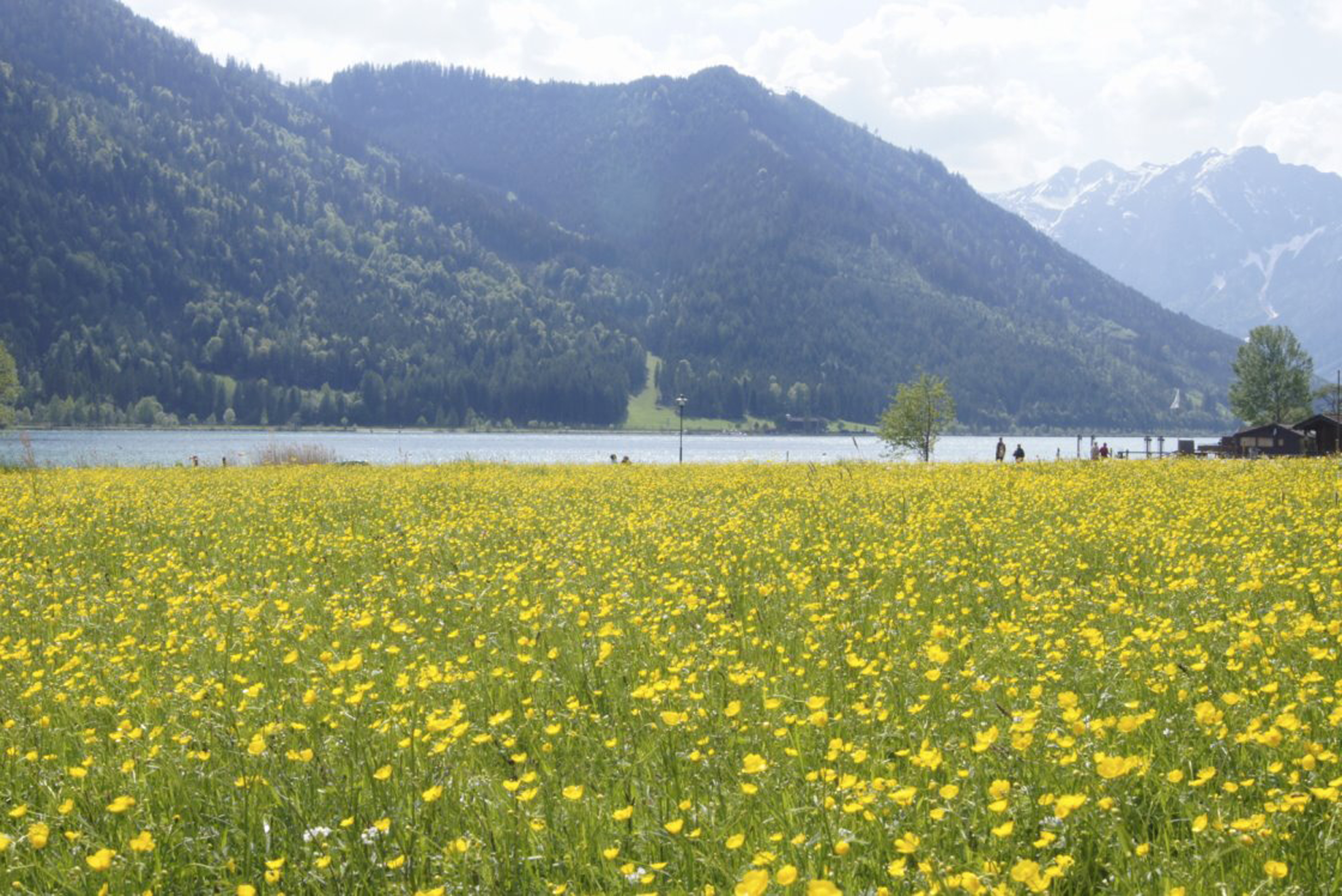
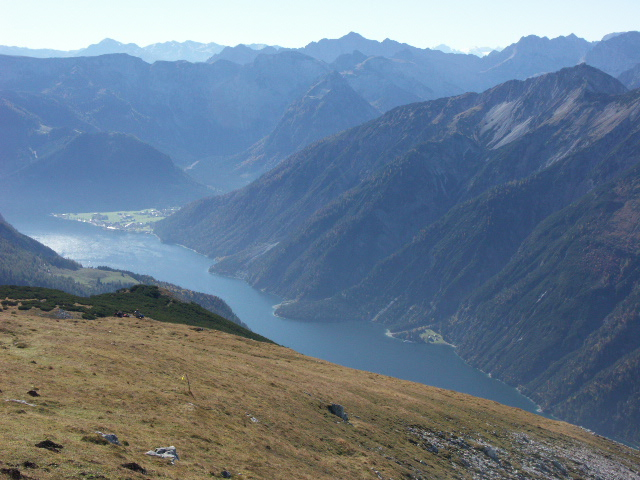
Blick vom Gipfel des großen Unnütz nach Pertisau (SW)
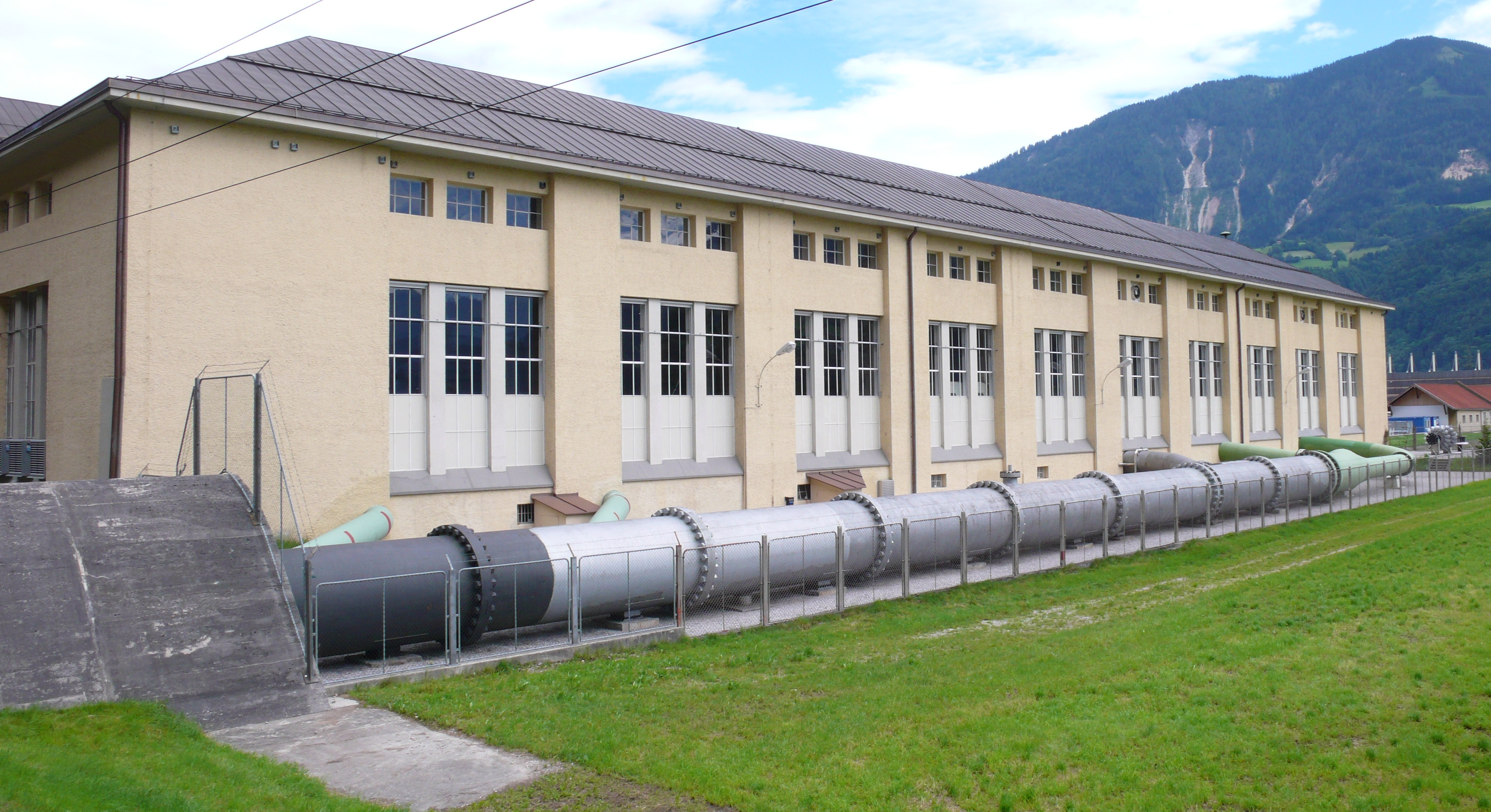
az Achenseekraftwerk vízierőmű  Jenbachban a völgyben
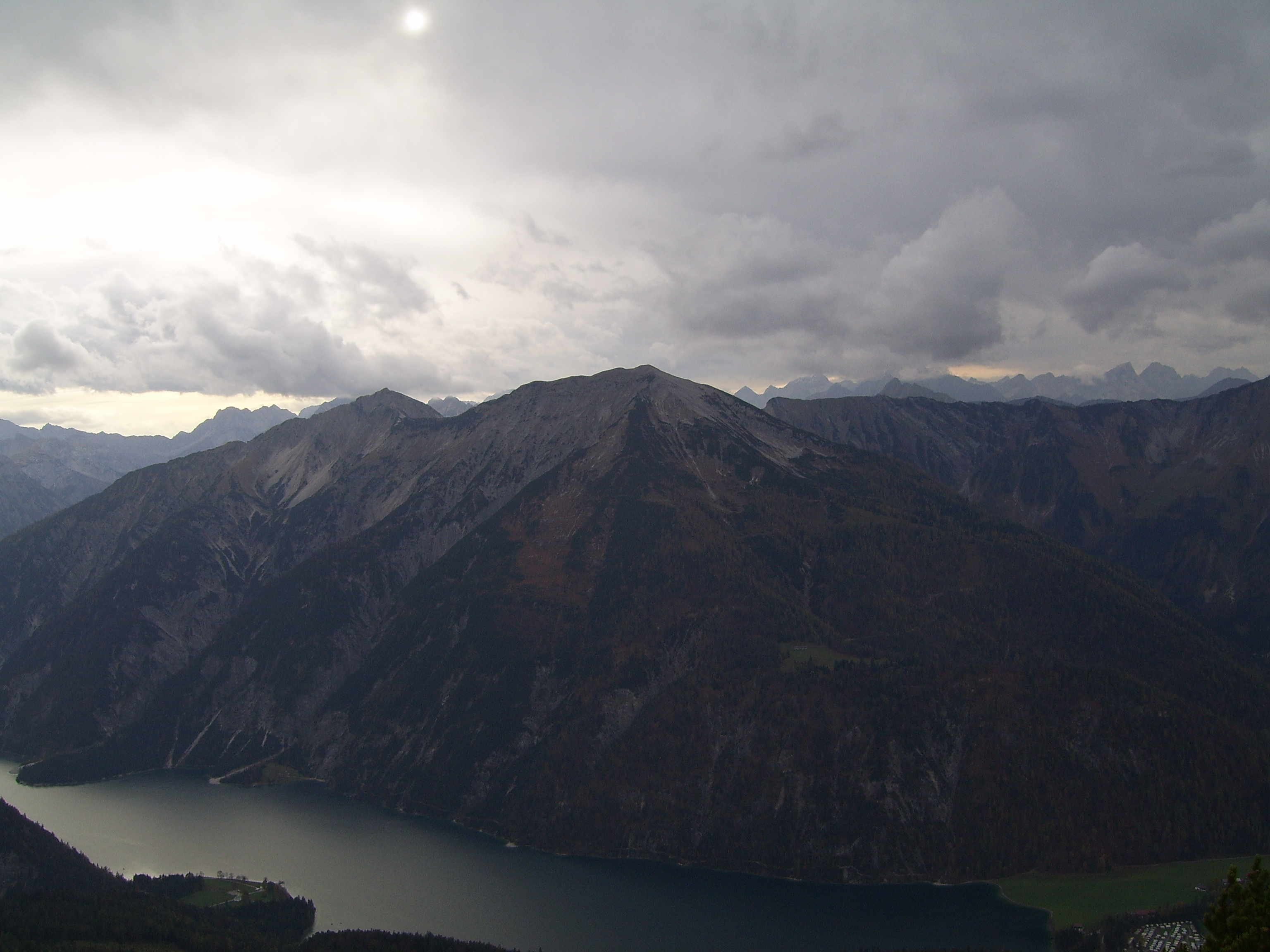